# Rybonukleotydy
Rybonukleotydy – podstawowa jednostka budulcowa (monomer) kwasu nukleinowego, który nosi nazwę – kwas rybonukleinowy, w skrócie RNA.
Rybonukleotyd jest zbudowany z zasady azotowej (adeniny, guaniny, cytozyny lub uracylu), cząsteczki pięciowęglowego cukru (rybozy) oraz nieorganicznej reszty kwasu fosforowego.